# Begonia angulata
Espèce
Synonymes
- Begonia angulata var. angulata[1]
- Begonia reticulata Gardner[1]
- Pritzelia angulata Klotzsch ex Wawra[1]

Begonia angulata est une espèce de plantes de la famille des Begoniaceae. Ce bégonia est originaire du Brésil. L'espèce fait partie de la section Pritzelia. Elle a été décrite en 1831 par José Mariano da Conceição Velloso (1742-1811). L'épithète spécifique angulata signifie « angulaire », par allusion à la forme du feuillage.

## Répartition géographique
Cette espèce est originaire du pays suivant : Brésil.

## Liste des variétés
Selon Tropicos (5 février 2017) (Attention liste brute contenant possiblement des synonymes) :
- variété Begonia angulata var. angulata
- variété Begonia angulata var. campos-portoi Brade
- variété Begonia angulata var. serrana Brade